# Petro Yukhymovych Shelest
Petro Yukhymovych Shelest (14 tháng 2 năm 1908 – 22 tháng 1 năm 1996) là một chính trị gia Liên Xô người Ukraina. Ông từng là Bí thư thứ nhất Đảng Cộng sản Ukraina, Ủy viên Bộ Chính trị Đảng Cộng sản Liên Xô và là một đại biểu của Xô viết Tối cao của CHXHCNXV Ukraina.

## Sự nghiệp ban đầu
Petro Shelest sinh ra trong một gia đình nông dân Ukraina tại một làng gần Kharkov vào năm 1908. Ông học ngành kỹ thuật tại Kharkov, và làm các công việc trong ngành công nghiệp từ năm 1932 đến năm 1936. Năm 1928, ông gia nhập Đảng Cộng sản Liên Xô và tốt nghiệp Học viện Luyện kim Mariupol vào năm 1935. Ông phục vụ trong Hồng quân từ năm 1936 đến năm 1937, nhưng chuyển sang làm việc cho Đảng Cộng sản vào năm 1937, khi hàng nghìn đảng viên của đảng này bị cuốn vào Đại thanh trừng. Từ năm 1943 đến 1954, Shelest là trưởng quản đốc của một số nhà máy lớn tại Leningrad và Kiev. Từ năm 1954 đến năm 1963, ông lần lượt là Bí thư thứ hai Thành ủy Kiev, Bí thư thứ hai Tỉnh ủy và Bí thư thứ nhất Tỉnh ủy Kiev.

## Bí thư thứ nhất Ukraina
Sau khi Shelest được bổ nhiệm làm Bí thư thứ nhất của Đảng Cộng sản Ukraina vào năm 1963, ông bắt đầu điều hành Ukraina với một mức độ độc lập nhất định khỏi Moskva, đồng thời phát triển nền kinh tế của nước cộng hòa và khuyến khích văn hóa Ukraina. Chính trong nhiệm kỳ của ông, việc xây dựng bốn nhà máy hạt nhân tại Chernobyl đã bắt đầu.
Ông từng gây phản cảm với nhà lãnh đạo Liên Xô Nikita Sergeyevich Khrushchyov, người này từng công khai chỉ trích Shelest trong chuyến thăm Hungary do việc giao thiết bị của Ukraina bị chậm trễ, khi đó nhận xét: "Hãy nhìn xem ông ấy ủ rũ như thế nào - cứ như thể bị một con nhím húc vào cổ họng vậy." 
Tháng 11 năm 1964, khi Khrushchev bị cách chức, Shelest được thăng chức thành viên chính thức của Đoàn chủ tịch (sau đổi tên thành Bộ Chính trị).

## Mùa xuân Praha
Năm 1968, Shelest đóng một vai trò quan trọng trong việc quyết định phản ứng của chính phủ Liên Xô với Mùa xuân Praha, là sự nới lỏng kiểm soát chính trị đột ngột tại Tiệp Khắc, tạo ra một bầu không khí tràn sang phía tây Ukraina. Ông là thành viên Bộ Chính trị duy nhất bên cạnh Leonid Ilyich Brezhnev tham gia mọi cuộc gặp giữa các nhà lãnh đạo cộng sản Liên Xô và Tiệp Khắc trong năm đó.
Phát biểu trước Ủy ban Trung ương của Đảng Cộng sản Liên Xô vào ngày 17 tháng 7 năm 1968, Shelest cáo buộc ban lãnh đạo Đảng Cộng sản Tiệp Khắc đàn áp những người cộng sản trong khi không cố gắng kiểm soát "những kẻ cơ hội cánh hữu". Ông tuyên bố:
Các đồng chí Tiệp Khắc lảm nhảm về việc họ hết lòng ủng hộ "chủ nghĩa xã hội dân chủ". Nhưng họ coi thường thực tế rằng đất nước chúng ta, quốc gia đầu tiên trên thế giới mà chủ nghĩa xã hội giành chiến thắng, đã có hơn 50 năm tồn tại và thịnh vượng theo đúng các quy luật xã hội chủ nghĩa.

Trong các cuộc đàm phán vào ngày 30 tháng 7 năm 1968, ông mắng mỏ phái đoàn Tiệp Khắc, phàn nàn rằng "Các chương trình truyền hình, chương trình phát thanh, báo và tạp chí của các ông được phân phối đến các khu vực của chúng tôi gần biên giới của các bạn nhất, khiến người dân của chúng tôi đặt những câu hỏi đầy bối rối". Shelest tiếp tục xúc phạm František Kriegel, một người cộng sản Tiệp Khắc cấp cao và là cựu chiến binh trong Nội chiến Tây Ban Nha, gọi ông này là "Người Do Thái Galicia". Lãnh đạo đảng Tiệp Khắc là Alexander Dubček đã bỏ họp và sau đó đã gửi khiếu nại về lời bình luận và giọng điệu của Shelest.
Vào ngày 3 tháng 8, Shelest đã bí mật gặp Vasiľ Biľak, một người Cộng sản Tiệp Khắc theo đường lối cứng rắn, người này đưa cho ông một lá thư mời chính phủ Liên Xô gửi quân đến để khôi phục chế độ độc tài. Điều này được sử dụng như một cái cớ cho cuộc xâm lược của Khối Warszawa vào ngày 20 tháng 8.
Năm 1968, Shelest được trao tặng danh hiệu "Anh hùng lao động xã hội chủ nghĩa".

## Sự nghiệp sau này
Vào tháng 5 năm 1972, Shelest bất ngờ bị cách chức và được triệu đến Moskva, tại đây ông có một thời gian là phó chủ tịch Sovmin (Hội đồng Bộ trưởng Liên Xô), một vai trò tương đối thấp đối với một ủy viên Bộ Chính trị. Vào tháng 4 năm 1973, ông bị loại khỏi Bộ Chính trị và vào tháng 5 được cho là đã từ chức vì vấn đề sức khỏe.
Các nhà quan sát phương Tây ban đầu cho rằng ông bị sa thải vì quan điểm cứng rắn về chính sách đối ngoại. Nổi tiếng là việc ông kịch liệt phản đối chuyến thăm của Tổng thống Hoa Kỳ Richard Nixon đến Moskva vào ngày 22 tháng 5 năm 1972. Nhưng vào tháng 4 năm 1973, ông bị người kế nhiệm tại Ukraina là Volodymyr Vasylyovych Shcherbytsky tấn công công khai, trong khi một bài báo không ký tên trên báo chí Ukraina tố cáo một cuốn sách của Shelest, O Ukraina, vùng đất Xô viết của chúng ta, xuất bản năm 1970, có chứa 'lỗi tư tưởng', 'lỗi thực tiễn' và 'lỗi biên tập' có khả năng khuyến khích chủ nghĩa dân tộc Ukraina.
Bản thân Shelest đổ lỗi việc mình bị hạ bệ là do 'âm mưu' của Shcherbytsky và Brezhnev. Trong hồi ký của mình, ông chỉ trích phong cách chính quyền của họ là "chuyên quyền" và "phi cộng sản".
Từ năm 1973 đến năm 1985, Shelest làm quản lý tại một phòng thiết kế máy bay gần Moskva. Sau khi Liên Xô sụp đổ, ông đã có thể thăm lại Ukraina sau gần 20 năm vắng mặt. Ông đã đến thăm Ukraina nhiều lần và thuyết trình về nhiệm kỳ lãnh đạo Ukraina của mình. Ông mất tại Moskva vào năm 1996.